# Карамалак Петро Михайлович
Петро́ Миха́йлович Карамалак (* 1937) — український спортсмен, заслужений тренер України, майстер спорту з вільної та класичної боротьби, дзюдо й самбо.

## Життєпис
Народився 1937 року в містечку Тараклія в болгарській родині. З початком війни батько був мобілізований до румунської армії, в швидкому часі потрапив до полону, працював над відновленням «Магнітки». Після війни Михайло Карамалак повернувся додому, голодного 1945 року зумів врятувати дітей — двох синів й трьох доньок.
Батько та старші брати мали міцну статуру й неодноразово перемагали в місцевих боях. Переможцям до 12 років дарували півня — Петро міг ними забезпечити усю вулицю. В часі примусової колективізації на Алтай вислали його діда — він перекладав з російської мови виступи агітаторів та не втримався від власної думки: «Гадаю, колгосп нам поки що не треба».
1956 року був в Казахській РСР — на Цілині за комсомольською путівкою. Як один з найкращих механізаторів Алма-Атинської області делегований на нараду в Москву. Там у Микити Хрущова домігся дозволу повернутися дідусеві до Тараклії.
Проходив строкову службу в РА, Київський військовий округ, тоді здобув чемпіонський титул у класичній боротьбі — виступав за команду військової частини. Навчався в суворовському училищі, виграв усі поєдинки. Виступив на Харківському обласному чемпіонаті з самбо, противниками були Семен Мурафер, Володимир Китайгора, Шаміль Туганов. На чемпіонаті округу в Києві Петро обіграв усіх. На чемпіонаті ЗС СРСР посів четверте місце; там його помітив Ярослав Волощук й умовляв перебратися до Києва, однак Петро на той час не зміг дати чіткої відповіді. Через місяць у Києві проходив командний Кубок СРСР, Карамалак представляв команду Молдавії; суперниками були чемпіони СРСР Дурмішхан Беруашвілі й Генріх Шульц. Петро їм програв, та показав хороший результат, вигравши 4 поєдинки. Після цього Волощук нагадав про свою пропозицію й дістав згоду.
У грудні 1960 року Карамалак перебрався до Києва, влаштувався в «Динамо», проживав у міліцейському гуртожитку, потім у динамівському. На лекціях у Будинку офіцерів познайомився з майбутньою дружиною Лідією. Дружина займалася спортивною гімнастикою й підтримувала чоловіка. В швидкому часі Петро стає чемпіоном товариства «Динамо» в Кишиневі, на чемпіонаті СРСР здобув бронзу.
Протягом 10 років був найсильнішим спортсменом у своїй ваговій категорії в УРСР, не виходив з трійки лідерів на всесоюзному «динамівському» килимі. 1970 року в Тбілісі на міжнародному турнірі з дзюдо посів третє місце та вирішив стати тренером; працював разом з Волощуком. Був направлений до МНР як тренер з дзюдо й самбо, вирушив з дружиною й шестилітньою донькою Наталією, дворічний син Тарас лишився у жінчиних батьків у Миколаєві.
У Монголії створював команду на рівному місці, попросив брати участь в спарингах команду ЦСКА, приїхали Анатолій Бондаренко, Микола Козицький, Володимир Саунін, Олександр Шуклін. І вже на міжнародному турнірі в Пхеньяні учні Карамалака стали призерами, згодом посідали призові місця 1972 року на турнірах категорії «А». На Олімпійських іграх у Мюнхені срібним призером став вихованець Бахааваагійн Буядаа. 1973 року монгольська команда в Тегерані на чемпіонаті світу з самбо посіла другу сходинку — після СРСР.
Повернувшись з МНР, працював головним тренером товариства «Динамо», серед учнів — Віталий Биченок, Володимир Грановський, Борис Олексійович Редько, Сергій Замковой.
В Оболоні організував підлітковий клуб «Дзержинець» із самбо, філію динамівської школи, тренерами поставив своїх учнів Андрія Пузирайла та Володимира Могильного.
Протягом 20 років був суддею світової категорії (1972—1992). Від 2006 року — в Федерації дзюдо України, голова тренерської ради.
2007 року на чемпіонаті світу з дзюдо серед ветеранів у Сан-Паулу посів 2-ге місце. Його тренером на цих змаганнях був онук — майстер спорту з дзюдо, самбо Артем Алексієнко.